# Нейматова, Мадика Нурали кызы
Мадика Нурали кызы Нейматова (азерб. Mədikə Nurəli qızı Nemətova; 1907, Зангезурский уезд — ?) — советский азербайджанский хлопковод, Герой Социалистического Труда (1948).

## Биография
Родилась в 1907 году в селе Зарнали Зангезурского уезда Елизаветпольской губернии (ныне село в Зангеланском районе Азербайджана).
С 1930 года — колхозница, звеньевая колхоза «Бакинский рабочий» Зангеланского района. В 1947 году получила урожай хлопка 92,3 центнера с гектара на площади 3,5 гектар.
Указом Президиума Верховного Совета СССР от 10 марта 1948 года за получение в 1947 году высоких урожаев хлопка Нейматовой Мадике Нурали кызы присвоено звание Героя Социалистического Труда с вручением ордена Ленина и золотой медали «Серп и Молот».
С 1968 года — пенсионер союзного значения.